# The Century Magazine

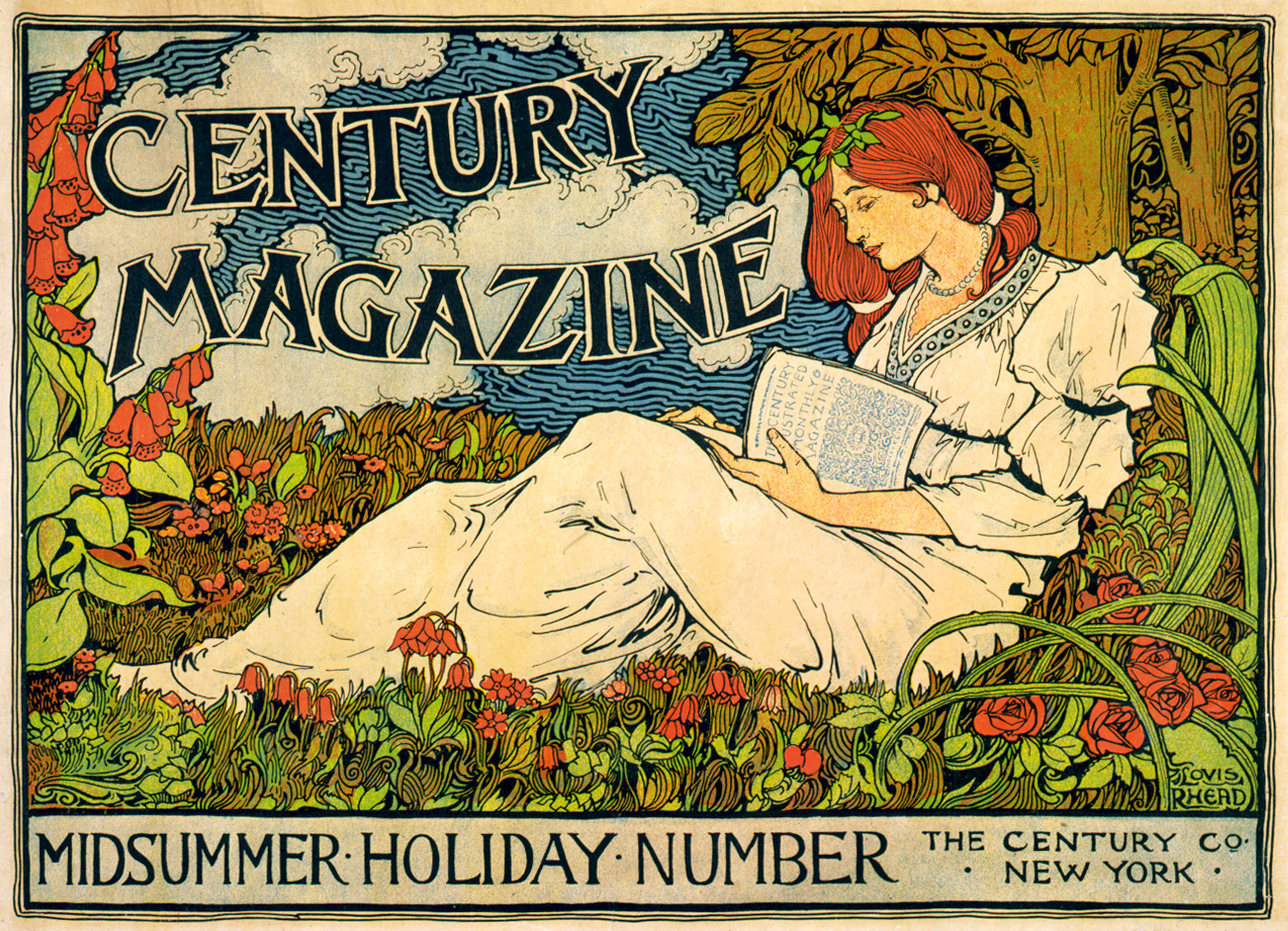
Cartel promocional de Louis John Rhead para la revista

The Century Magazine fue una revista mensual ilustrada publicada por primera vez en los Estados Unidos en 1881 por The Century Company de la ciudad de Nueva York. Sucesora de  Scribner's Monthly Magazine, se fusionó con The Forum en 1930.

## Historia
Editada en Nueva York entre 1881 y 1930, fue sucesora de Scribner's Monthly, de la cual heredaría su lista de suscriptores. Su primer número apareció en noviembre de 1881. Después de la muerte de su fundador, Josiah Gilbert Holland, unos días después del lanzamiento de la revista, el director pasó a ser Richard Watson Wilder.
En los inicios de la revista destacó una serie de colaboraciones sobre la Guerra Civil, de los cuales se ha llegado a afirmar que «crearon en este país [Estados Unidos] el mayor interés jamás antes mostrado por una serie de artículos publicados en una revista». La mayor tirada de la revista tuvo lugar durante el final de la década de 1880, con más de 200 000 ejemplares. En ella se publicaron obras de William Dean Howells, John Hay, Mary Hartwell Catherwood, Amelia Edith Huddleston Barr, Jack London, Joseph Rudyard Kipling o Walt Whitman, entre otros.